# Château du Chef du Bois
Le château du Chef du Bois, en breton Penn ar C'hoad, est situé à Pommerit-Jaudy en France.

## Localisation
Le machâteaunoir est situé sur la commune de Pommerit-Jaudy dans le département des Côtes-d'Armor, dans la région Bretagne.       

## Description
Le manoir est composé d'un corps principal allongé (sept travées) encadré de deux pavillons latéraux étroits (une travée) et de deux ailes (quatre travées) dans le même alignement. Le corps principal est marqué par la légère saillie d'un avant-corps central surmonté d'un fronton et d'un lanternon. Le jeu des toitures élevées, à longs pans brisés ou en pavillon sur le corps principal, et des toitures basses, à simple croupe sur les ailes latérales, offre une animation à cette architecture sévère de style néo-XVIIe siècle. Le corps de logis et les pavillons sont édifiés en pierre de taille de granite provenant de l'île-Grande (commune de Pleumeur-Bodou). Les ailes latérales sont en moellon de schiste avec encadrement de baies et chaînage d'angle en granite. L'édifice est à double orientation sur le jardin au sud et sur la cour au nord. L'avant-corps central abrite le hall d'entrée qui dessert le salon et la salle à manger dite "salle Saint-Yves". Il ne comporte pas d'escalier central mais deux escaliers rejetés aux extrémités, dans les pavillons. Les ailes latérales sont dévolues aux espaces de service. L'étage est réservé aux chambres desservies par un long couloir de distribution placé au nord. Le manoir s'inscrit dans un ensemble de communs et de jardins dont l'organisation est, aujourd'hui, perturbée par la présence de nouveaux locaux, de voies de circulation et de parkings nécessaires au bon fonctionnement de sa nouvelle destination, un lycée avec internat. L'allée d'entrée du parc n'est pas dans l'axe du château, elle est plantée d'arbres et ouvre sur un portail à piliers, les jardins ont disparu. Parmi les dépendances, le grand potager et son orangerie, enclos de murs, présente un système d'irrigation constitué d'une grande rigole en granite dans laquelle sont ménagés quatre puits perdus. Les vestiges d'un petit théâtre de verdure sont conservés au sud-est du château, constitué d'une aire enherbée en forme d'amphithéâtre avec trois gradins tournés vers la scène. D'autres aménagements méritent l'attention comme le grand mur d'enclos du parc, l'encoche pratiquée à l'ouest dans ce mur et l'aménagement d'une rampe d'accès pour que le bétail puisse atteindre l'abreuvoir situé en contrebas de la route.

## Historique
Le manoir est construit en 1867 par Auguste Le Provost de Launay (Saint-Brieuc 1823-Pommerit-Jaudy 1886), préfet du Calvados et de Haute-Garonne jusqu'en 1870, député dans l'arrondissement de Bayeux (1877-1881), sénateur des Côtes du Nord (1885-1886). Après sa mort, son fils Louis Le Provost de Launay, avocat à la cour de Paris, occupe le manoir. L'édifice actuel est construit sur l'emplacement d'un ancien manoir figuré sur le cadastre ancien. À l'ouest du manoir se trouvait la motte castrale du Plessis, encore visible sur le cadastre. C'est là que serait née Azo du Plessis (morte en 1280), mère d'Yves Hélory de Kermartin (Saint-Yves). Le colombier du XVIe siècle est la seule partie constituante du manoir disparu à être conservée. Dans ses cahiers d'histoire locale, l'abbé Le Bourdonnec relate que la métairie du Petit chef du bois est détachée du grand Chef du bois en 1667, date à laquelle les du Breil de Rays sont les seigneurs des lieux. En 1794 leurs terres et leur manoir sont vendus comme bien national à Charles le Roux, un avocat de Tréguier originaire de La Roche-Derrien. Les dépendances agricoles construites au nord-ouest du château sont antérieures à la construction du château et datent probablement du début du XIXe siècle. Le petit théâtre de verdure et le grand potager aménagés au sud-est sont contemporains de l'édifice ainsi que la fontaine, le lavoir et l'étang qui ne figure pas sur le cadastre de 1836. Une croix funéraire est érigée au nord du parc, en mémoire d'une enfant de la famille morte à Caen en 1865, comme en témoigne l'inscription gravée sur le socle.
Depuis 1962, il est affecté à l'enseignement agricole, c'est le lycée agricole de Pommerit-Jaudy.

## Galerie

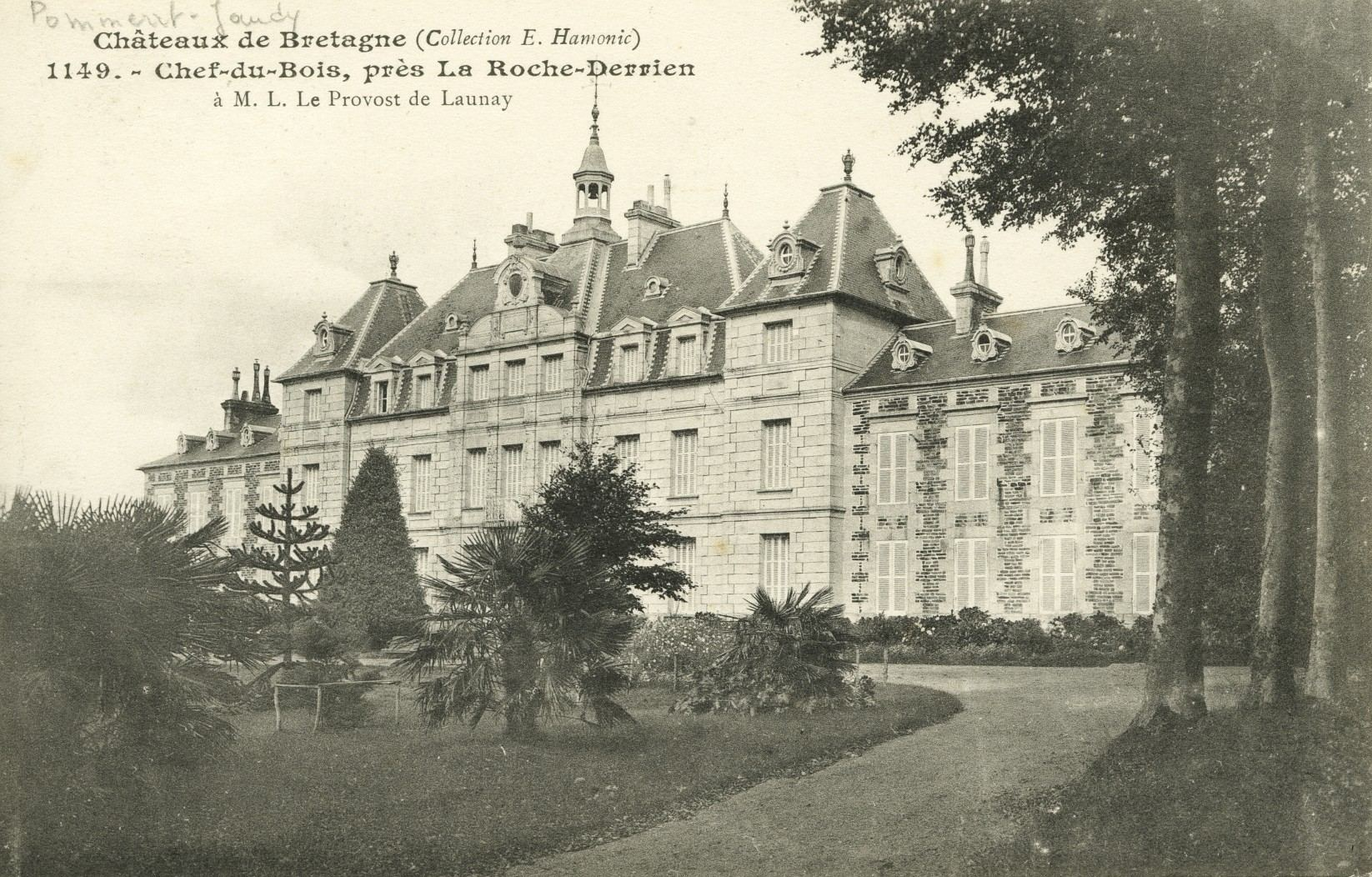
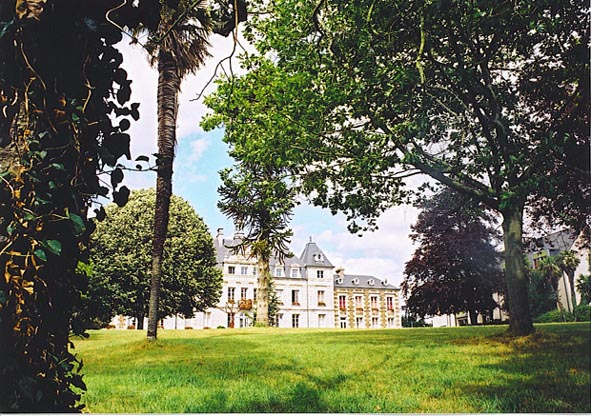
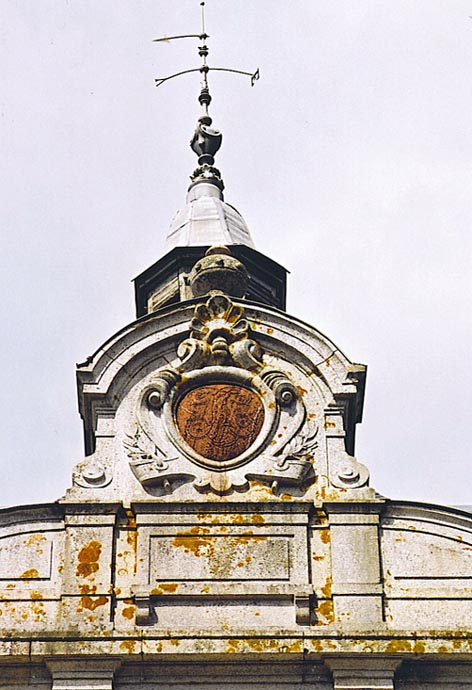
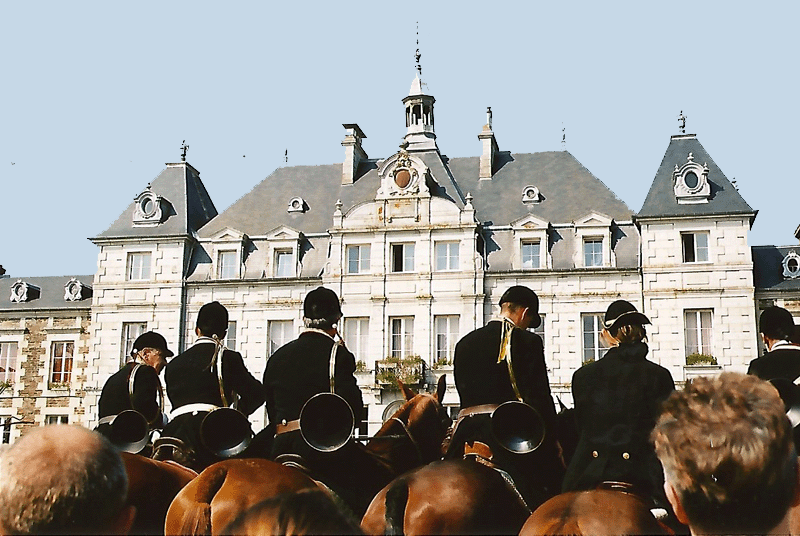
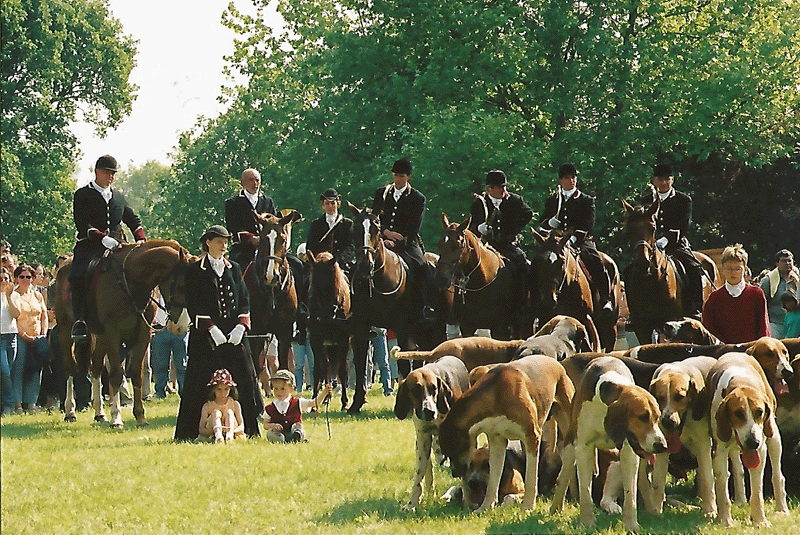
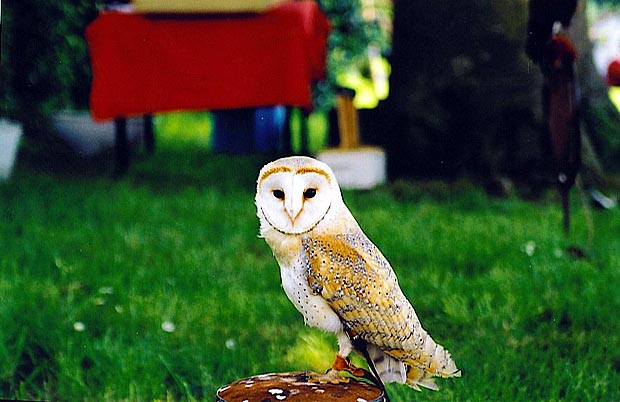